# Steve Clark (homme politique canadien)
Pour les articles homonymes, voir Steve Clark (homonymie) et Clark.
Stephen J. Clark, né le 7 novembre 1960, est un homme politique provincial canadien de l'Ontario. Il est député provincial progressiste-conservateur de la circonscription ontarienne de Leeds—Grenville—Thousand Islands et Rideau Lakes depuis une élection partielle en 2010. En 2023, il démissionne de son poste de ministre du logement de l'Ontario.

## Biographie
Né à Brockville en Ontario, Clark entame une carrière publique en servant comme maire de Brockville de 1982 à 1991. Il devient alors à 22 ans le plus jeune maire élu au Canada.
Il sert également président de l'Association of Municipalities of Ontario (en) et ensuite travaille comme publiciste pour le The Recorder and Times (en) et comme assistant administratif de Bob Runciman et comme directeur administratif du canton de Leeds and the Thousand Islands.
Élu lors d'une élection partielle en 2010, il est réélu en 2011, 2014 et en 2018, il entre au cabinet au poste de ministre des Affaires municipales et du Logement en juin 2018. Il est réélu en 2022 et 2025.
En septembre 2023, il démissionne de son poste de ministre à la suite d'accusations de violation de lois sur l'éthique en lien avec la controverse sur les arrêtés ministériels de zonages de l'Ontario.